# Dufouriellus ater
Dufouriellus ater is een wants uit de familie van de bloemwantsen (Anthocoridae). De soort werd het eerst wetenschappelijk beschreven door Jean-Marie Léon Dufour in 1833.

## Uiterlijk
De donkerbruin tot zwarte, tamelijk langgerekte bloemwants is altijd langvleugelig en kan 2 tot 2.5 mm lang worden. De wants heeft een donkerbruin tot zwarte kop, halsschild en scutellum. Ook de voorvleugels zijn zwart of donkerbruin. Het doorzichtige vliezige deel van de voorvleugels is wit aan het begin en aan de achterkant zeer donker met een duidelijke scheiding daartussen. Van de pootjes zijn de dijen donker en de schenen en tarsi geelbruin gekleurd. Van de bruine antennes, is het eerste segment donker, het tweede alleen donker aan de uiteinden en het derde segment is licht aan het begin.

## Leefwijze
De wants komt de winter door als volwassen wants en als nimf. Alle ontwikkelingsstadia kunnen het hele jaar door worden gevonden. Ze leven onder de schors van dode loofbomen of naaldbomen en worden ook in bijenkorven gevonden. Ze voeden zich met kleine insecten zoals stofluizen.

## Leefgebied
De bloemwants is in Nederland zeldzaam. Het verspreidingsgebied is Holarctisch.